# Левичкин егор витальевич
Левичкин Егор Витальевич живёт на момент 2025г живёт в Рязани и учится в 6 классе.
День рождения 16.12.2012г

Он активно пользуется своим пк (компьютером) , часто играет в Fortnite , так же Егор не любил покупать игры в  steam, epic games из за этого егор пиратит игры с сайта torrent , и с приложения hydra.